# A Ticket in Tatts
A Ticket in Tatts è un cortometraggio muto del 1911 diretto da Gaston Mervale. Prodotto dall'Australian Life Biograph Company, uscì nelle sale il 19 giugno 1911. È il secondo film interpretato dalla sedicenne Louise Carbasse (che poi negli USA prenderà il nome di Louise Lovely). Insieme a Mervale, Louise girerà dieci pellicole.

## Trama
Licenziato per essere andato alle corse durante l'orario di lavoro, John Hare punta il suo ultimo scellino su un cavallo che vince la corsa. Dopo la vittoria, si reca a casa del padrone del cavallo, per festeggiare. Lì, in mezzo a un gruppo di altri ospiti, Hare gioca a carte e si ubriaca, addormentandosi su un divano. Scoppia una lite tra Fellows, il padrone di casa, e un certo Wynne che viene pugnalato. Fellows, allora, mette il coltello nelle mani dell'addormentato Hare. Quando questi si risveglia, pensa di poter essere lui l'assassino e, dietro consiglio di Fellows, fugge via.
La moglie di Fellows, sospettando che il marito possa avere un'altra donna, lo segue. Durante uno scontro con il marito, lui cerca di ucciderla ma viene fermato dall'intervento dei passeggeri di un tram.
Hare, tormentato dal ricordo della moglie e del figlio, torna per rivederli. La signora Fellows, convinta di essere in punto di morte, confessa che il vero assassino di Wynne è proprio suo marito, non l'innocente Hare. Hare, che era stato arrestato, viene rilasciato e può tornare a casa, dove riottiene anche il suo vecchio lavoro.

## Produzione
Il cortometraggio fu prodotto dall'Australian Life Biograph Company, una compagnia che sarebbe poi fallita nel maggio 1912, inglobata dall'australiana Universal Pictures.

## Distribuzione
Il film uscì nelle sale cinematografiche australiane  il 19 giugno 1911.